# Ostwind
«Оствінд» (нім. Flakpanzer IV Ostwind; Східний вітер) — це німецька самохідна зенітна установка з відкритою баштою, встановленою на шасі танка «Panzer IV» і виготовлена компанією Ostbau на замовлення Третього Рейху під час Другої світової війни.

## Опис
«Оствінд», заснований на шасі танка Panzer IV, зберіг той самий двигун Maybach HL 120TRM, який міг рухати автомобіль на швидкості до 38 км/год по дорозі. Двома іншими компонентами, котрі залишилися від корпусу танка: «Panzer IV», були: трансмісія з шістьма передачами вперед та однією назад, а також підвіска.
Озброєння складалося з однієї 37-мм зенітної установки Flak 43, встановленої в коробчастій башті, а також 7,92-мм кулемета MG 34, встановленого у корпусі. Товщина лобової броні становила близько 50 мм; товщина башти була вдвічі менша — 25 мм. Однак найбільшою проблемою для «Оствінда» залишалося те, що він мав башту з відкритим верхом, що означало, що піхота поблизу мала можливість кинути гранату в установку та з легкістю вбити весь екіпаж.
Загальна вага автомобіля становила близько 25 000 кг, а довжина — 5,92 метра. Для того, щоб працювати, «Оствінд» також потребував «екіпаж», який щонайменше, складався б із семи чоловік. Хоча спочатку він був розроблений для протиповітряної оборони, як і багато інших мобільних зенітних машин Вермахту, які використовували швидкострільні 20-мм або 37-мм зенітні гармати, «Оствінд» був особливо корисним у протипіхотній ролі. В одному випадку «Оствінд», який діяв під час битви при Балджі, зміг успішно вибити розрахунок американської протитанкової гармати одним 37-мм снарядом після того, як його конвой потрапив у засідку.

## Модифікації
Також був розроблений, але так і не запущений у виробництво, «Ostwind II», який мав дві 37-мм гармати Flak 44, встановлені один біля одного. Завод Ostbau мав розпочати виробництво, але після його захоплення Союзниками, виробництво фактично було скасовано.

## Історія створення та використання
«Flakpanzer IV Ostwind» був розроблений на початку 1944 року через побоювання, що попередній Flakpanzer IV Wirbelwind просто недостатньо добре виконував свою роль. Найважливішим аргументом було те, що навіть якщо 20-міліметрові снаряди гармати Wirbelwind потраплять у зустрічний літак, пошкоджень просто не буде достатньо, щоб вивести його з ладу. Таким чином, ту саму 37-мм автоматичну гармату, яка раніше використовувалася у Flakpanzer IV Möbelwagen, помістили в раму значно вдосконаленої конструкції Wirbelwind, і було створено «Оствінд». До серпня того ж року німецькі військові запросили щонайменше 100 машин для використання. Однак до кінця війни лише 37 шасі Panzer IV вдалося переобладнати, ще один «Оствінд» було побудовано з нуля. Роблячи те, що вони могли, «Оствінди» служили в обмеженій кількості до кінця Другої світової війни.